# Bolali
Bolali is een bestuurslaag in het regentschap Klaten van de provincie Midden-Java, Indonesië. Bolali telt 2256 inwoners (volkstelling 2010).